# Quantum Mechanics Rainbow
『Quantum Mechanics Rainbow』（クオンタム メカニクス レインボウ）は、2004年3月から2005年3月にかけて発表された浅倉大介の7枚のアルバム。発売元はDarwin Record。
また、これらのアルバムに1曲ずつ収録されている組曲のタイトルも「Quantum Mechanics Rainbow」である。

## 構成
1. Violet Meme-紫の情報伝達値- （2004年3月30日）
2. Indigo Algorithm-藍の電思基数法- （2004年5月31日）
3. Blue Resolution-青の思覚解析度- （2004年7月30日）
4. Green Method-緑の中庸秩序系- （2004年9月15日）
5. Yellow Vector-黄の多次限指向性- （2004年11月30日）
6. Orange Compile-橙の能動編積式- （2004年12月31日）
7. Red Trigger-赤の誘発思動期- （2005年3月3日）

## 解説
2004年から2005年にかけての1年間で、虹の7色をモチーフにしたアルバム「Quantum Mechanics Rainbow（可変量子の理による音の虹）」シリーズを発表。紫、藍、青、緑、黄、橙、赤の、虹を構成する1色ごとに1枚のアルバムを製作した。
各楽曲は色自体が持つメッセージ、色から浅倉がイメージしたものをモチーフに作られている。ボーカル曲は浅倉のみならず、幾人かのゲストボーカルを起用している。
この怒涛のリリースラッシュは過密スケジュールで、当初は2004年内での全アルバムの完成を目指していたが、2005年3月頭までずれ込むことになった。浅倉は楽曲製作中の1年間をほとんど自身のスタジオで過ごしていた。
浅倉は本作で連載雑誌のような定期発表を音楽で実現しようとしたそうである。楽曲のほとんどはソフトシンセによって製作された。